# یان-مایکل وینسنت
جان-مایکل وینسنت (انگلیسی: Jan-Michael Vincent؛ زادهٔ ۱۵ ژوئیهٔ ۱۹۴۴ – درگذشته ۱۰ فوریه ۲۰۱۹) هنرپیشه اهل ایالات متحده آمریکا بود. وی بین سال‌های ۱۹۶۷ تا ۲۰۰۲ میلادی فعالیت می‌کرد. اولین فیلم او ، راهزنان ۱۹۶۷ به کارگردانی رابرت کنراد میباشد .
در سال ۱۹۶۸ با بانی پورتمن ازدواج کرد و صاحب یک دختر شد . آن دو در سال ۱۹۷۷ از یکدیگر جدا شدند . وینسنت در سال ۱۹۸۶ با جوان رابینسون ازدواج کرد که در آن ازدواج هم موفق نبود . وینسنت در سالهای ۱۹۷۷ تا ۱۹۸۵ چندین بار به جرم حمل کوکائین و نیز درگیری دستگیر گردید . وینسنت در اکثر سالهای زندگی مشکل اعتیاد به الکل و مواد مخدر داشت که اعتیاد او بارها در زندگی اش اسباب زحمت او بود به طوریکه بارها مجبور به ترک آن شد . در سالهای منتهی به دهه ۱۹۹۰ میلادی وینسنت چندین تصادف وحشتناک رانندگی داشت که در یکی از آنها چندین مهره گردن و کمر او آسیب جدی دیدند طوریکه به تارهای صوتی او آسیب جدی وارد شد و تا آخر عمر دارای صدای خَشدار گردید . در مصاحبه ای که سال ۲۰۱۲ انجام داد ، اعلام کرد که بدلیل عفونت در ناحیه پا و نیز بیماری شریانهای حیاتی ، مجبور گردیده پای راست او را از زانو قطع نمایند و مجبور گردیده از صندلی چرخدار و نیز پای مصنوعی استفاده کند .
جان مایکل وینست ، بازیگر خوش چهره که او را بیشتر با فیلم مکانیک ( متخصص ) در کنار چارلز برانسون میشناسیم ، در دهم فوریه ۲۰۱۹ بدلیل ایست قلبی در سن ۷۴ سالگی درگذشت .
از او دختری بنام امبر وینسنت به یادگار مانده است .
از فیلم‌ها و سریال‌های تلویزیونی که وی در آن نقش داشته‌است می‌توان به گرگ آسمان، بوفالو ۶۶، خم به ابرو نیاور، کانتری سخت و تارزان در منهتن اشاره کرد.